# Empoascanara defecta
Empoascanara defecta är en insektsart som beskrevs av Irena Dworakowska 1980. Empoascanara defecta ingår i släktet Empoascanara och familjen dvärgstritar. Inga underarter finns listade i Catalogue of Life.